# Helmut Arpke
Helmut Arpke (ur. 20 marca 1917 w Grudziądzu, zginął w akcji 16 stycznia 1942 w pobliżu Schaikowka) – niemiecki żołnierz, Oberleutnant.
Członek Fallschirmjäger, służył w czasie II wojny światowej. Za odwagę i skuteczne dowodzenie w trakcie bitwy o fort Eben-Emael został odznaczony Krzyżem Rycerskim Krzyża Żelaznego.

## Odznaczenia
- Krzyż Żelazny (1939)
  - II klasa (12 maja 1940)
  - I klasa  (12 maja 1940)
- Cuffband "Crete"
- Krzyż Rycerski Krzyża Żelaznego (13 maja 1940)